# Борщевик Альбова
Борщевик Альбова (лат. Heracleum albovii) — вид многолетних травянистых растений рода борщевик (Heracleum) семейства сельдерейные (Apiaceae). Эндемик Кавказа, известный из ограниченных мест произрастания в Закавказье. Вид был впервые описан советским ботаником Идой Пановной Манденовой (1907–1995), специалистом по флоре Кавказа и зонтичным растениям.

## Этимология
Вид назван в честь русского ботанико-географа и путешественника и исследователя Кавказа Николая Михайловича Альбова (1866–1897).

## Ботаническое описание
Многолетнее травянистое растение с мощным прямостоячим стеблем, достигающим в высоту 1,5–2,5 м. Листья крупные, перисторассечённые, с зубчатыми краями, характерной формы для рода Heracleum. 
Цветки мелкие, собраны в сложные зонтики диаметром до 20 см, состоящие из многочисленных белых или кремовых цветков. Плоды — двусемянки, овальной формы, с характерными рёбрами и волосками.

## Распространение
Это эндемичный вид, который встречается преимущественно в Закавказье. Его природный ареал ограничен горными районами, в частности, фиксируется в Азербайджане, на территории Нахичеванской автономной республики и, вероятно, в прилегающих областях Кавказа.

## Биологические особенности и экология
Борщевик Альбова — многолетнее травянистое растение, характерное для горных экосистем Кавказа. Этот вид предпочитает влажные субальпийские и альпийские луга, а также склоны с богатой органикой, часто встречается на каменистых почвах и вдоль горных ручьёв. Борщевик цветёт в летний период, образуя крупные зонтичные соцветия, что способствует опылению насекомыми. Плоды созревают в конце лета или начале осени. Растение адаптировано к высокогорным условиям, произрастая на высотах примерно от 1500 до 2500 м над уровнем моря. Несмотря на свою теплолюбивость, борщевик Альбова устойчив к холодам и может сосуществовать с другими видами рода Heracleum и разнообразными луговыми растениями. В экосистеме он играет роль источника нектара для насекомых-опылителей и участвует в поддержании биоразнообразия горных лугов Кавказа.